# Spyridium spathulatum
Spyridium spathulatum là một loài thực vật có hoa trong họ Táo. Loài này được (F. Muell.) Benth. miêu tả khoa học đầu tiên năm 1863.